# Walther WA 2000
Walther WA 2000 là loại súng bắn tỉa có thiết kế bullpup. Được chế tạo bởi công ty Carl Walther GmbH Sportwaffen. Nó được sản xuất cho nhiều loại đạn. Việc chế tạo nó chỉ được thực hiện trong thời gian ngắn và rất ít khẩu được sản xuất do nó quá đắt để có thể tiêu thụ rộng rãi. Hiện tại loại súng này khá hiếm thấy.

## Thiết kế
Khẩu WA 2000 được thiết kế từ những năm 1970 đến những năm 1980 để chống lại những việc tương tự như sự kiện thảm sát München trong thế vận hội Mùa hè 1972. Thiết kế bullpup đã được chọn vì nó sẽ làm giảm chiều dài của toàn bộ súng khiến nó trở nên cơ động hơn trong điều kiện chiến đầu chật hẹp của các tòa nhà. WA 2000 có thể tháo lắp nhanh chóng các loại ống nhắm nhưng nó lại không có điểm ruồi. Loại ống nhắm thường được sử dụng nhất là loại Schmidt & Bender 2.5-10X. Với việc không có ống nhắm súng sẽ nặng 6,95 kg khi không có đạn và 7,35 kg khi được nạp đầy đạn.
Loại đạn .300 Winchester Magnum đã được chọn làm loại đạn chính vì nó có độ chính xác khá xa và độ ổn định của nó trong các điều kiện khác nhau. WA 2000 bắn khi bolt đóng với bảy móc khóa viên đạn cố định vào khoang chứa đạn. Nó sử dụng hộp chứa đạn rời 6 viên.
WA 2000 sử dụng loại đạn .300 Winchester Magnum nhưng cũng có thể sử dụng loại đạn 7.62x51mm NATO và 7.5x55mm Swiss.

## Các biến thể
Khoảng 176 khẩu đã được sản xuất với hai phiên bản khác nhau. Một phiên bản ban đầu sử dụng bộ phận hãm chớp sáng khi bắn, phiên bản thứ hai mới hơn sử dụng bộ phận chống chớp sáng khi bắn cũng như nâng cấp tầm bắn để phục vụ cho nhiều mục đích hơn.